# Бугрій Ігор Миколайович

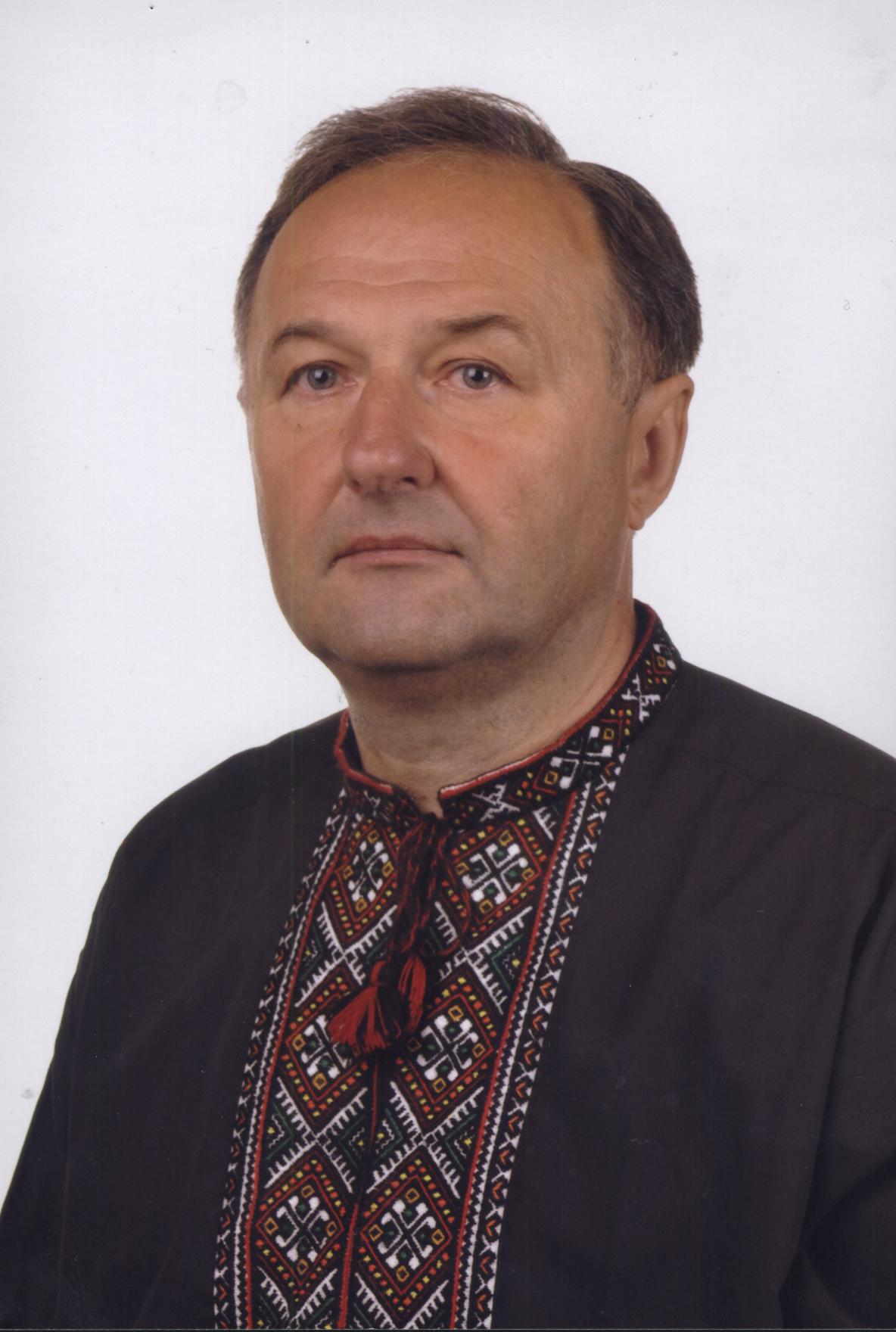
Ігор Бугрій

Ігор Миколайович Бугрі́й (30 квітня 1953, с. Коростів Сколівського району Львівської області) — український краєзнавець, член Сколівського районного науково-культурологічного товариства «Бойківщина».

## Освіта
Закінчив Львівський електротехнікум зв'язку.

## Кар'єра
Після служби в армії працював у Сколівському районному вузлі зв'язку на різних посадах. Пізніше на високогірній радіорелейній станції міжнародного зв'язку та телебачення на горі Корчанка Сколівського району.

## Творчий доробок
Є автором 2 книг, досліджень власного і ще 5-ти родоводів.
Також він працював над робочим проектом герба та прапора села Коростів, Задільсько та Козьова Сколівського району.
Брав участь у кількох наукових конференціях.
Підготував до видання книгу на 330 сторінок тексту та 150 сторінок фотографій «Духовна спадщина Сколівщини».
Книги
- Бугрій І. Коростів — село серед гір. — Оскарт, Львів, 2005. — 256с.
- Бугрій І. Коростів туристичний. Путівник. — Львів: Камула, 2008. — 80 с.

## Громадська діяльність
Член Науково-культурологічного товариства «Бойківщина».
У своїй оселі створив музей Бойківської культури і побуту, зберігає власний архів історії Сколівщини зі світлинами.

## Нагороди
За друковані роботи подані на конкурс ім. Мирона Утриска що проводив Народний музей «Бойківщина» м. Турка нагороджений грамотами та дипломами, а роботи опубліковані у збірках «З вершин та низин».

## Родина
9 поколінь роду Бугріїв проживали в селі Сможе Сколівського району, починаючи з 1740 року
Одружений, дружина Мирослава, дочка Оксана, син Павло.

## Цікаві факти
Займається бджільництвом, фотографією, столярством, виготовленням диригентських паличок[джерело?].
Створив у своєму будинку музей побуту, культури, духовності Бойківського краю[джерело?]. Володіє архівом з історії Коростова.

## Джерело
- Освітянські відомості. — № 3. — 2003. — С. 25-26.